# مارتین آتی
مارتین آتی (انگلیسی: Martyn Auty؛ زادهٔ ژوئیه ۱۹۵۱) تهیه‌کننده فیلم و تهیه‌کننده تلویزیونی اهل بریتانیا است.
از فیلم‌ها یا مجموعه‌های تلویزیونی که وی در آن‌ها نقش داشته‌است، می‌توان به تپش قلب و چه جوری تا همیشه زنده باشی اشاره نمود.